# Yoshio Sawai
Pour les articles homonymes, voir Sawai (homonymie).
Yoshio Sawai (澤井 啓夫, Sawai Yoshio) est un mangaka japonais né le 14 mars 1977, surtout connu pour sa série Bobobo-bo Bo-bobo.